# I panser og pladde 1
I panser og pladde 1 er en dansk dokumentarfilm fra 1977 instrueret af Claus Bering.

## Handling
En meget detaljeret beskrivelse af græshoppens opbygning illustreret med mange fine tegninger.